# 毛桂
毛桂（学名：Cinnamomum appelianum）为樟科肉桂属的植物，是中国的特有植物。分布在中国大陆的江西、广东、湖南、云南、四川、广西、贵州等地，生长于海拔350米至1,400米的地区，多生长于从地的灌丛、山坡和疏林中，目前尚未由人工引种栽培。

## 别名
假桂皮（云南西畴、广西） 山桂皮、香桂子（广西） 土肉桂（江西大余） 香沾树、山桂枝（重庆江津） 三条筋（重庆北碚）

## 异名
- Cinnamomum szechuanense Yang